# Зилов, Вадим Георгиевич
Вадим Георгиевич Зилов (род. 18 декабря 1940 года, Москва) — советский и российский нейрофизиолог, академик РАМН (2002), академик РАН (2013).

## Биография
Родился 18 октября 1940 года в Москве.
Окончил лечебный факультет 1-го Московского медицинского института имени И. М. Сеченова.
С ним же связана и дальнейшая карьера: аспирантура, затем работа на кафедре нормальной физиологии, где пройден путь от ассистента до профессора, с 1988 по 1992 годы — проректор по научной работе. С 1993 года — заведующий кафедрой нелекарственных методов лечения и клинической физиологии. В настоящее время — заведующий кафедрой интегративной медицины.
В 1994 году — избран членом-корреспондентом РАМН.
В 2002 году — избран академиком РАМН.
В 2013 году — стал академиком РАН (в рамках присоединения РАМН и РАСХН к РАН).

## Научная деятельность
Специалист в области нейрофизиологических основ методов нелекарственной терапии.
Внес большой вклад в развитие отечественной нейрофизиологии проводя исследования в области механизмов деятельности мозга. С помощью микроэлектродной техники им изучен характер влияния различных областей неокортекса на активность и способность к конвергенции нейронов гипоталамуса и ретикулярной формации, описаны изменения лимбико-ретикулярных взаимоотношений от функционального состояния коры мозга. Раскрыты ранее неизвестные механизмы химической интеграции биологических мотиваций, постулировано новое направление о химической компенсации нарушенных функций мозга. Результаты экспериментальных исследований расширили представления о пластических возможностях мозга в реализации различных поведенческих реакций, основу которых составляют биологические мотивации.
В настоящее время ведет научные исследования, касаюющиеся нейрофизиологических основ методов нелекарственной терапии различных видов акупунктуры, мануальной терапии и т. д. Изучение физиологических механизмов различных методов нелекарственной терапии имеет своей целью научного обоснования комплексного лечения с применением методов академической медицины и нелекарственной терапии болевых синдромов, психосоматических и соматоформных заболеваний, посттравматических стрессовых расстройств и т. д.
Под его руководством защищено 7 докторских и 25 кандидатских диссертаций, в том числе отмеченных Диссернетом.
Автор 480 публикаций, из них 12 монографий.

### Научно-организационная деятельность
- член Международной организации по изучению механизмов мозга (IBRO);
- член Павловского физиологического общества (США);
- генеральный директор Российской секции Международной Академии наук;
- член Академии медико-технических наук;
- член Индийского общества по изучению и лечению боли (ISPRAT).

## Награды
- Премия Правительства Российской Федерации в области науки и техники (в составе группы, за 2004 год) — за разработку и внедрение в практику формирования и сохранения здоровья лиц опасных профессий и населения новых технологий экстремальной, авиакосмической и восстановительной медицины[5]